# アントクメ
アントクメ（安徳藻、安徳布、学名：Ecklonia radicosa）は、本邦沿岸域に生育する一年生の大型褐藻類の一種。
これまでアントクメ属Eckloniopsisとされていたが最新の研究ではカジメ属となり、カジメE. cavaとは遺伝的に区別されることとなった。

## 分布
本邦では中部以南の太平洋や日本海沿岸、四国や九州でもみられる。主に潮下帯に生育する。本邦産コンブ目海藻では最も南まで分布する。

## 形態
黄褐色あるいは暗褐色の皮質葉状体。葉面に波状のしわや白色斑があり、縁辺全縁、鋸歯状突起を有する。茎は短く、葉部は笹の葉形や長卵形など多様。中肋はない。

## 人間との関わり

### 名称
伊豆地方で「しわめ」や「とんとんめ」、高知県で「あんどく」と呼ばれている。

### 食用
地域的に食用とされる。伊豆地方ではお味噌汁、とろろ（包丁で切りたたく）など。